# Davy (Virginia Occidental)
Davy es un pueblo ubicado en el condado de McDowell en el estado estadounidense de Virginia Occidental. En el Censo de 2010 tenía una población de 420 habitantes y una densidad poblacional de 127,39 personas por km².

## Geografía
Davy se encuentra ubicado en las coordenadas 37°28′39″N 81°38′31″O / 37.47750, -81.64194. Según la Oficina del Censo de los Estados Unidos, Davy tiene una superficie total de 3.3 km², de la cual 3.3 km² corresponden a tierra firme y (0%) 0 km² es agua.

## Demografía
Según el censo de 2010, había 420 personas residiendo en Davy. La densidad de población era de 127,39 hab./km². De los 420 habitantes, Davy estaba compuesto por el 96.67% blancos, el 2.62% eran afroamericanos, el 0.24% eran amerindios, el 0% eran asiáticos, el 0% eran isleños del Pacífico, el 0% eran de otras razas y el 0.48% pertenecían a dos o más razas. Del total de la población el 0% eran hispanos o latinos de cualquier raza.